# Janusz Meissner

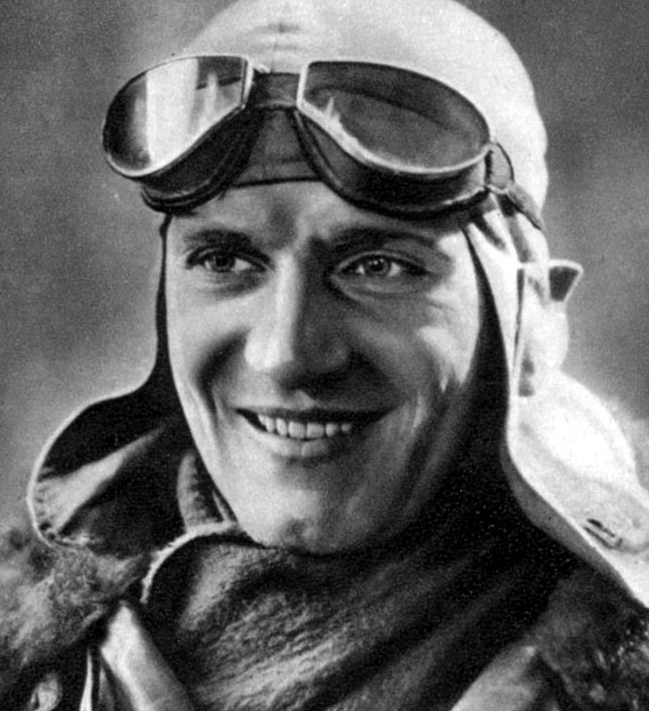
Janusz Meissner

Janusz Meissner (* 21. Januar 1901 in Warschau; † 28. Februar 1978 in Krakau) war ein polnischer Militärflieger und Schriftsteller.  
Meissner begann seine militärische Laufbahn als Militärflieger in Dęblin und wurde später Kommandant der Fliegerschule von Krakau.  1939 floh er über Rumänien und Frankreich nach Großbritannien.  Von 1942 bis 1944 war er Mitglied der Polnischen Exilregierung, von 1944 bis 1946 Offizier der Royal Air Force. 1946 kehrte er nach Polen zurück und lebte in Zakopane, später in Krakau.
Meissner schrieb viele Bücher über maritime und fliegerische Themen, darunter Abenteuerromane, -erzählungen und Memoiren. In deutscher Sprache ist besonders seine Trilogie Die Abenteuer des Jan Kuna, genannt Marten bekannt (Die Schwarze Flagge, Die roten Kreuze, Das Grüne Tor).

## In deutscher Sprache erschienene Werke
- Käptn Olst funkt SOS. Roman, übersetzt von Kurt Kelm. Verlag Volk und Welt 1955.
- Taifum aus Südost. Erzählung, übersetzt von Bruno Pasch. Verlag Neues Leben 1956.
- Himmelswege. Übersetzt von Kurt Kelm. Verlag des Ministeriums für Nationale Verteidigung 1957.
- Die Sechs von der Pomorze. Übersetzt von Rudolf Pabel. Verlag des Ministeriums für Nationale Verteidigung 1958.
- Die schwarze Flagge. Übersetzt von Rudolf Pabel. Verlag des Ministeriums für Nationale Verteidigung 1960.
- Die roten Kreuze. Übersetzt von Rudolf Pabel. Verlag des Ministeriums für Nationale Verteidigung 1961.
- Das grüne Tor. Übersetzt von Rudolf Pabel. Verlag des Ministeriums für Nationale Verteidigung 1962.
- Wracks. Übersetzt von Elisabeth Markstein. Die Buchgemeinde 1962.
- Abenteuer im Mittelmeer. Übersetzt von Rudolf Pabel. Deutscher Militärverlag 1964.
- Schwingen über der Arktis. Übersetzt von Kurt Kelm. Deutscher Militärverlag 1965.